# Olivier Magne

a Compétitions nationales et continentales officielles uniquement.

b Matchs officiels uniquement.
Olivier Magne, né le 11 avril 1973 à Aurillac (Cantal), est un joueur international français de rugby à XV évoluant au poste de troisième ligne aile. Il évolue notamment à l'US Dax (1992-1997) puis à l'AS Montferrand (1999-2005).
Sélectionné à 89 reprises en équipe de France, il remporte quatre Grands Chelems (1997, 1998, 2002 et 2004) ainsi qu'un autre Tournoi des Six Nations en 2006. Il participe à la finale de la Coupe du monde en 1999, compétition qu'il dispute également en 2003.
Reconverti en entraîneur de rugby à XV, il est notamment entraîneur des avants de l'équipe de France des moins de 20 ans de 2014 à 2016. Il est également consultant pour les chaînes de télévision L'Équipe, Eurosport et la radio Sud Radio.

## Biographie

### Enfance
Né le 11 avril 1973 à Aurillac, Olivier Magne s'intéresse dès 6 ans au rugby sous l'influence de ses deux frères aînés. Passionné de ski, il abandonne un temps le rugby pour ce sport. Malgré 5 ans (de 12 à 17 ans) passés dans les sections sport-études de Murat (Cantal), puis au Fayet au lycée du Mont-Blanc, il ne réussit pas à percer. Il décide alors de s'inscrire au sport-études rugby d'Ussel, où il rencontre Pierre Pérez. Rencontre fondamentale car celui-ci le sélectionne six mois plus tard en équipe de France scolaire pour jouer contre l'Écosse.
Il a également trois frères, tous joueurs de rugby à XV : Thierry, Bruno et Julien qui ont notamment joué à Aurillac pour le premier et Blagnac pour le troisième.

### Carrière de joueur

#### 1990-1992: avec le Stade aurillacois
Revenu à Aurillac, Olivier Magne joue avec les juniors du Stade aurillacois, en parallèle du sport-études à Ussel. Durant la saison 1990-1991, il est titularisé pour la première fois avec l'équipe première, alors âgé de 17 ans, évoluant au poste de troisième ligne aile droit.

#### 1992-1997: avec l'US Dax
En 1992 il rejoint le club de l'Union sportive dacquoise, où il rencontrera Marion, la sœur de Richard Dourthe (international de rugby de 1995 à 2001) et fille de Claude Dourthe (international de rugby de 1966 à 1974), qu'il épouse. Dès sa première saison il gagnera avec son équipe le titre de Champion de France Junior Reichel devant Grenoble et sera vainqueur des Jeux méditerranéens et international à sept. L'année suivante (ainsi qu'en 1996) l'équipe atteindra les demi-finales du championnat de France contre Toulouse.

#### 1997-1999: avec le CA Brive
Néanmoins, lassé par le manque de moyens et de structures de son club il rejoindra Brive en 1997, club avec lequel il atteindra la finale de la Coupe d'Europe. En effet, le 31 janvier 1998, il joue la finale de la Coupe d'Europe au Parc Lescure de Bordeaux face à Bath mais les Anglais s'imposent 19 à 18.
À cette même époque, il a disputé son premier test match le 15 février 1997, contre l'équipe du pays de Galles. Il joue également une Coupe latine (1997) et remporte deux Grands Chelems en 1997 et en 1998.

#### 1999-2005: avec l'AS Montferrand
Déçu par le manque de réussite du club, il décide de rejoindre le grand club de Montferrand en 1999. Cette même année il arrivera avec l'équipe de France en finale de la Coupe du monde après une superbe victoire contre les All Blacks, l'équipe échouera néanmoins contre les Wallabies.
Malheureusement, malgré les réussites des années précédentes il perd confiance en lui et en son jeu, en témoigne la finale du championnat perdue contre Toulouse.
Avec l'équipe de France il gagnera quand même le Grand Chelem du Tournoi des Six Nations en 2002, mais échouera en 2003 en demi-finale de Coupe du monde contre le XV de la Rose (l'Angleterre) qui deviendra champion du monde. Il a été capitaine contre l'Italie, en ouverture du Tournoi des Six Nations 2002.

#### 2005-2007: avec les London Irish
Demi-finaliste du championnat d'Angleterre, le 14 mai 2006.
Finaliste du challenge européen, le 21 mai 2006.
Magne dispute sa 89e et dernière sélection en équipe de France le 9 juin 2007 en Nouvelle-Zélande contre les All Blacks (10-61). Auteur de 14 essais en sélection, il s'agit alors d'un record pour un avant, record qui est battu par Charles Ollivon en septembre 2023.

### Reconversion hors des terrains

#### Expériences en tant qu'entraîneur

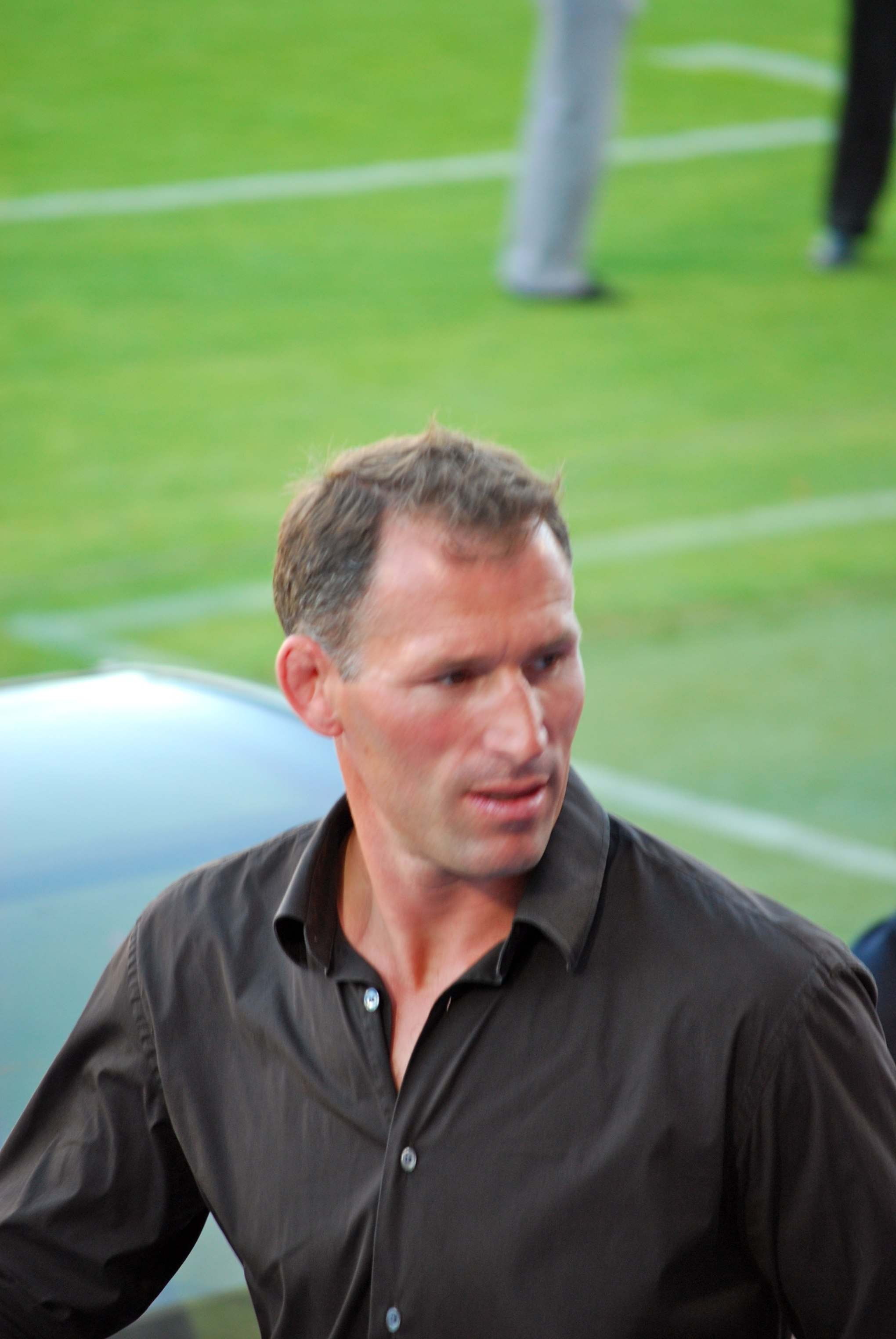
Olivier Magne en 5 2009, peu après sa retraite en tant que joueur.

Après avoir été un temps pressenti à Dax, il rejoint finalement le CA Brive huit ans après en être parti. Blessé à un orteil, il ne peut commencer la saison. Il met alors un terme à sa carrière en novembre 2007 et devient entraîneur du club en remplacement de Richard Crespy après deux défaites lors des deux premiers matches de la saison. Le 1er juin 2008, Olivier Magne a signalé que d'un commun accord avec la direction du club, il ne serait pas entraîneur l'année suivante.
En novembre 2009, il est entraîneur de l'équipe nationale grecque de rugby à XV.
En juin 2010, il entraîne la réserve de l'équipe nationale française, l'équipe de France A, managée par Fabien Pelous et en lice dans la Churchill Cup.
Durant la saison 2012-2013, il est consultant auprès du RC Massy,.
De 2014 à 2016, il est entraîneur des avants de l'équipe de France des moins de 20 ans, il succède à ce poste à Didier Retière et retrouve Fabien Pelous manager de cette équipe de 2011 à 2015.
En septembre 2021, il intègre la 12e promotion 2021-2023 du DU Manager général du CDES de Limoges. Un an plus tard, il est nommé entraîneur des espoirs du Lyon OU, poste qu'il quitte après une saison.

#### Consultant

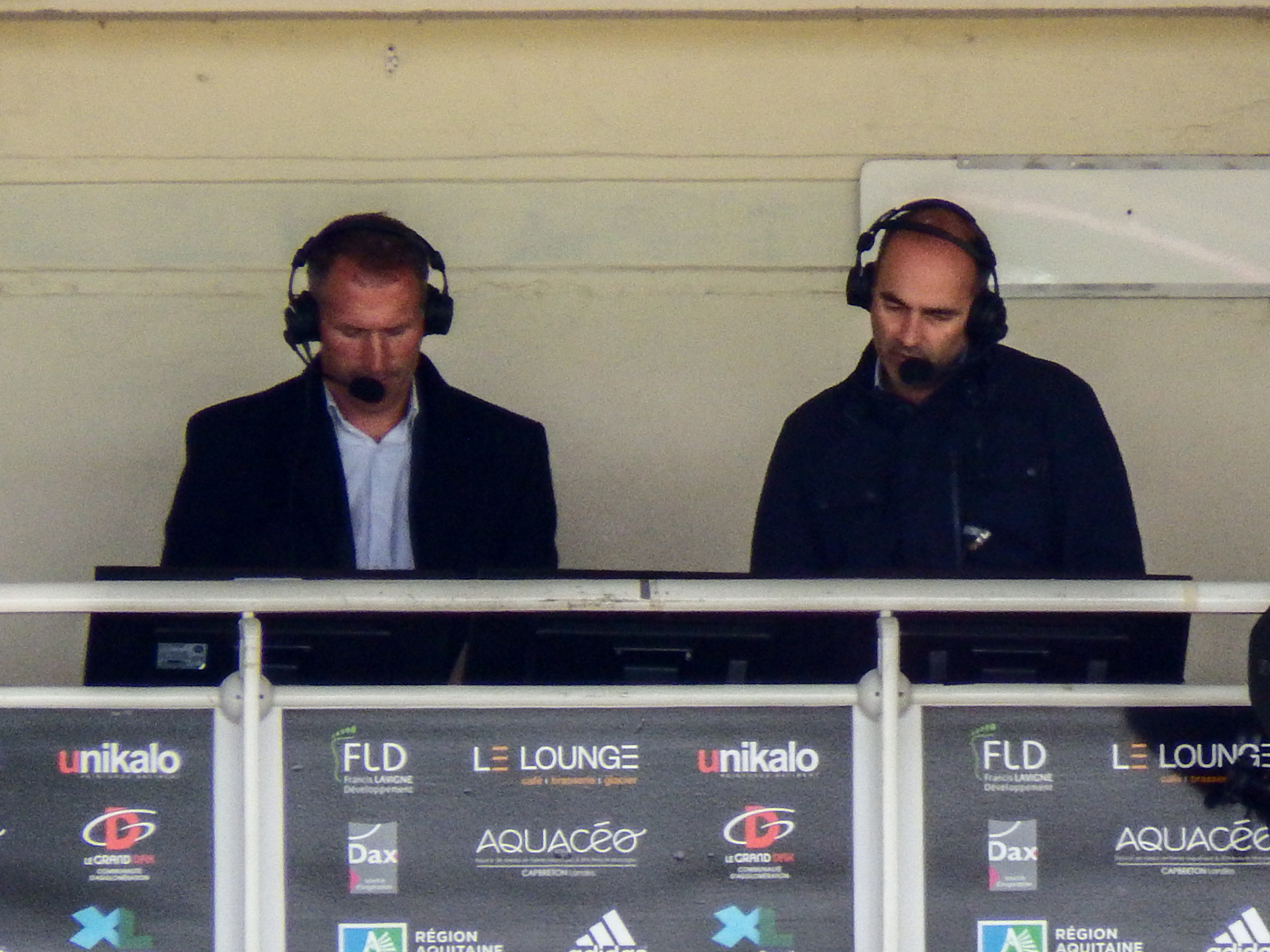
Olivier Magne et Nicolas Delage couvrent la saison 2015-2016 de la Pro D2 pour Eurosport 2, ici lors de la.

Il est consultant pour la chaîne d'information sportive L'Équipe TV et TV5 pendant la Coupe du monde 2007.
Il est ensuite consultant pour la chaîne de télévision Eurosport qui détient les droits de diffusion de la Pro D2 de 2011 à 2020. Il commente notamment des matchs aux côtés de Nicolas Delage puis d'Olivier Canton. À la radio, il est d'abord consultant pour Europe 1 puis pour Sud Radio à partir de 2020.
Il commente des matches lors de la Coupe du monde de rugby 2011 et 2019 sur TF1 et TMC en compagnie de Nicolas Delage.
Il intervient régulièrement sur la la chaîne L'Équipe pour commenter des matchs de rugby à XV avec Benoît Cosset, notamment ceux de l'équipe de France de rugby à XV des moins de 20 ans diffusés sur la chaîne depuis 2022.
Pour la Coupe du monde de rugby à XV 2023 organisée en France, il rejoint M6 pour commenter certaines rencontres, toujours aux côtés de Nicolas Delage.

## Palmarès

### Joueur

#### En club
- Champion de France junior en 1993 avec l'US Dax ;
- Demi-finaliste du Championnat de France avec l'US Dax en 1994 et 1996 ;
- Vice-champion d'Europe 1998 avec le CA Brive ;
- Vice-champion de France 1999 et en 2001 avec l'AS Montferrand;
- Finaliste du challenge européen 2004 avec Montferrand et en 2006 avec London Irish.

#### En équipe nationale
- Vainqueur des Grands Chelems en 1997, 1998, 2002 (équipe lauréate du Prix Emmanuel Rodocanacchi de Meilleure équipe sportive française pour l'année écoulée par l'Académie des sports[14]) et 2004 (seul joueur avec Fabien Pelous);
- Tournoi des Six Nations en 2006;
- Coupe latine en 1997;
- Vainqueur des Jeux méditerranéens en 1993.

#### Distinctions personnelles
- Oscar du Midi olympique :
  -  Argent en 2000;
  -  Bronze en 2001.

### Entraîneur
- Grand Chelem dans le Tournoi des Six Nations des moins de 20 ans 2014

## Statistiques en équipe nationale
- 89 sélections[15];
- un capitanat en 2002;
- 14 essais (70 points);
- Sélections par année : 9 en 1997, 9 en 1998, 11 en 1999, 8 en 2000, 11 en 2001, 10 en 2002 (une fois capitaine), 14 en 2003, 8 en 2004, 3 en 2005, 4 en 2006, 2 en 2007;
- Tournées en Argentine (1998 et 2002), en Nouvelle-Zélande (1999, 2001 et 2007), en Afrique du Sud (2001 et 2005), et en Australie (2002 et 2005);
- International de rugby à 7 Coupe du monde 1997;
- International junior : champion du monde en 1992.

### Tournoi des Six Nations
- 9 Tournois des cinq/six nations disputés : 1997, 1998, 1999, 2000, 2001, 2002, 2003, 2004, 2006;

| Édition           | Rang | Résultats France | Résultats Magne | Matchs Magne |
| ----------------- | ---- | ---------------- | --------------- | ------------ |
| Cinq Nations 1997 | 1    | 4 v, 0 n, 0 d    | 3 v, 0 n, 0 d   | 3/4          |
| Cinq Nations 1998 | 1    | 4 v, 0 n, 0 d    | 4 v, 0 n, 0 d   | 4/4          |
| Cinq Nations 1999 | 5    | 1 v, 0 n, 3 d    | 1 v, 0 n, 0 d   | 1/4          |
| Six Nations 2000  | 2    | 3 v, 0 n, 2 d    | 3 v, 0 n, 1 d   | 4/5          |
| Six Nations 2001  | 5    | 2 v, 0 n, 3 d    | 2 v, 0 n, 3 d   | 5/5          |
| Six Nations 2002  | 1    | 5 v, 0 n, 0 d    | 4 v, 0 n, 0 d   | 4/5          |
| Six Nations 2003  | 3    | 3 v, 0 n, 2 d    | 3 v, 0 n, 2 d   | 5/5          |
| Six Nations 2004  | 1    | 5 v, 0 n, 0 d    | 5 v, 0 n, 0 d   | 5/5          |
| Six Nations 2006  | 1    | 4 v, 0 n, 1 d    | 4 v, 0 n, 0 d   | 4/5          |

Légende : v = victoire ; n = match nul ; d = défaite ; la ligne est en gras quand il y a Grand Chelem.

### Coupe du monde
- 1999 : finaliste, six sélections (Canada, Namibie, Fidji, Argentine, Nouvelle-Zélande, Australie).
- 2003 : six sélections (Fidji, Japon, Écosse, Irlande, Angleterre, Australie).

| Édition          | Rang      | Résultats France | Résultats Magne | Matchs Magne |
| ---------------- | --------- | ---------------- | --------------- | ------------ |
| Royaume-Uni 1999 | Finaliste | 5 v, 0 n, 1 d    | 5 v, 0 n, 1 d   | 6/6          |
| Australie 2003   | Quatrième | 5 v, 0 n, 2 d    | 4 v, 0 n, 2 d   | 6/7          |

Légende : v = victoire ; n = match nul ; d = défaite.

## Famille
Il est le beau frère de Richard Dourthe et de Raphaël Ibañez (Olivier Magne est l'époux de l'une des sœurs Dourthe).